# Grivitsa Ridge
Der Grivitsa Ridge (englisch; bulgarisch Гривишки хребет Griwischki chrebet) ist ein hauptsächlich eisfreier, 6,4 km langer, 3 km breiter und 1100 m hoher Gebirgskamm mit nordwest-südöstlicher Ausrichtung an der Nordenskjöld-Küste des Grahamlands auf der Antarktischen Halbinsel. Mit einer Verbindung nach Nordwesten zum Detroit-Plateau wird er nach Norden durch den Darwari-Gletscher und nach Süden durch den Sajtschar-Gletscher begrenzt. 
Britische Wissenschaftler kartierten ihn 1978. Die bulgarische Kommission für Antarktische Geographische Namen benannte ihn 2011 nach der Ortschaft Griviza im Norden Bulgariens.